# Alexander Krieger
Alexander Krieger (Stoccarda, 28 novembre 1991) è un ciclista su strada tedesco che corre per la Tudor Pro Cycling Team. È attivo in formazioni UCI dal 2010.

## Piazzamenti

### Grandi Giri
- Giro d'Italia

2021: 140º
2022: non partito (14ª tappa)
2023: 120º
2024: ritirato (9ª tappa)
2025: 159°
- Tour de France

2022: 103º
- Vuelta a España

2021: 117º

### Classiche monumento
- Milano-Sanremo

2024: 138º
2025: 165º
- Giro delle Fiandre

2020: ritirato
2024: 84°
2025: ritirato

### Competizioni mondiali
- Campionati del mondo

Mosca 2009 - In linea Juniores: 19º

### Competizioni europee
- Campionati europei

Valkenburg 2012 - In linea Under-23: ritirato
Olomouc 2013 - In linea Under-23: 33º
Herning 2017 - In linea Elite: 48º
Glasgow 2018 - In linea Elite: 27º
Monaco di Baviera 2022 - In linea Elite: 84º
- Giochi europei

Minsk 2019 - In linea Elite: 18º